# Ambuila
Ambuila – miasto w Angoli, w prowincji Uíge.